# الإسلام في بنغلاديش
الإسلام هو دين الدولة في جمهورية بنغلاديش الشعبية. وفقًا لتعداد عام 2022 بلغ المسلمين في بنجلاديش حوالي 150 مليون مسلم، أو 91.04٪ من إجمالي عدد سكانها البالغ 165 مليونًا. غالبية البنغلاديشيين هم من السنة ويتبعون المذهب الحنفي. الدين جزء لا يتجزأ من الهوية البنجلاديشية. على الرغم من كونها دولة ذات أغلبية مسلمة، إلا أن بنغلاديش دولة علمانية بحكم الواقع.
وصل الإسلام إلى منطقة البنغال منذ القرن الثالث العشر الميلادي وذلك عن طريق الوافدين من التجار العرب ورجال الدين الفرس والفتوحات في المنطقة. وكان أحد أبرز رجل دين مسلم هو شاه جلال اليماني الذي وصل إلى منطقة سيلهيت من اليمن في 1303م مع العديد من التوابع لتعليم الدين للناس.

## التاريخ

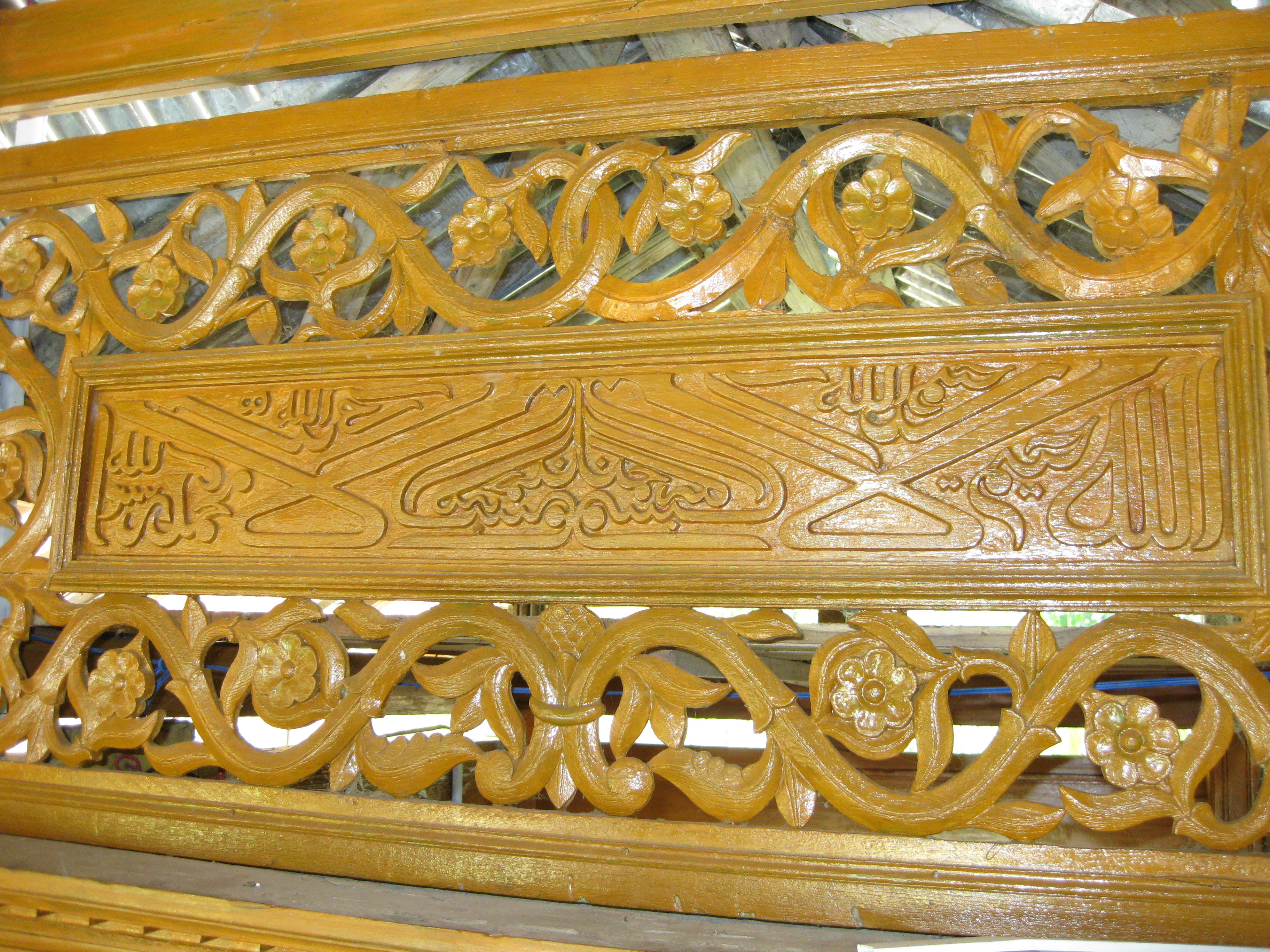
زخرفة باللغة العربية في مسجد مؤمن

خلال السنوات الأولى من القرن الثالث عشر الميلادي فتح المسلمون بلاد البنغال وذلك ضمن حملة محمد الغوري في أواخر عام 1192 التي امتدت على مدى شمال الهند. سيد شانصرالدين هاجر من العراق إلى بنغلاديش لنشر الإسلام. العرب المسلمين الأوائل بدأؤوا بإقامة علاقات تجارية فضلا عن العلاقات الدينية داخل المنطقة قبل الفتح وذلك أساسا من خلال المناطق الساحلية خاصة ميناء تشيتاغونغ. كانت الملاحة العربية في المنطقة نتيجة لحكم المسلمين دلتا نهر السند. أنشطة المسلمين توسعت حتى شملت طول ساحل جنوب آسيا بالكامل بما في ذلك سواحل البنغال. اعتنق السكان الدين الإسلامي بفضل التجار المسلمين، الفتح التركي، والأنشطة التبشيرية من أتباع الطريقة الصوفية. مسلم، أحد أهم أسباب استكشاف هذه المنطقة هي لمساعدة الجغرافيين العرب في رسم خريطة العالم التي امتدت حتى نهر ميجنا إذا كان يقع بالقرب من ساندويب في خليج البنغال. هذه الأدلة تشير إلى أن التجار العرب وصلوا على طول ساحل ولاية البنغال قبل وقت طويل من الغزو التركي. الكتاب العرب عرفوا أيضا عن ممالك سامروب وروهمي ونهاية دارمابال إمبراطور الإمبراطورية بالا.
بدأ رجال الدين المسلمين تعليم مبادئ الشريعة الإسلامية التي تقوم على المساواة بينما الحكام اتخذوا خطوات لبناء مجتمع متعدد الطوائف.
بين القرن الثامن الميلادي والقرن الثاني عشر حكمت السلالة البوذية المعروفة باسم الإمبراطورية بالا البنغال. وخلال ذلك الوقت كان من المعتقد أن غالبية السكان في البنغال بوذيين. بعد سقوط الإمبراطورية بالا جاءت أسرة سينا إلى السلطة. كانت سلالة سينا هندوسية حيث فرضت الهندوسية ونظام الطبقات بشكل صارم. عندما جاء الحكام المسلمون رحب العديد من البوذيين والهندوس من الطبقة الدنيا بالإسلام وقبلوه. تحول السكان نطاق واسع إلى الإسلام ليصبح ما يعرف حاليا بنغلاديش بدأ في القرن الثالث عشر واستمر لمئات السنين. وكان التحول الجماعي عموما وليس فرديا. استطاع الإسلام أن يجذب العديد من البوذيين والهندوس. أتباع الطريقة الصوفية هم المسؤولين عن معظم التحولات. خلال سيطرة اختيار الدين محمد بن بختيار الخلجي على البنغال حقق المبشرين المسلمون في الهند أكبر نجاح لها من حيث عدد المتحولين إلى الإسلام.

### شاه جلال

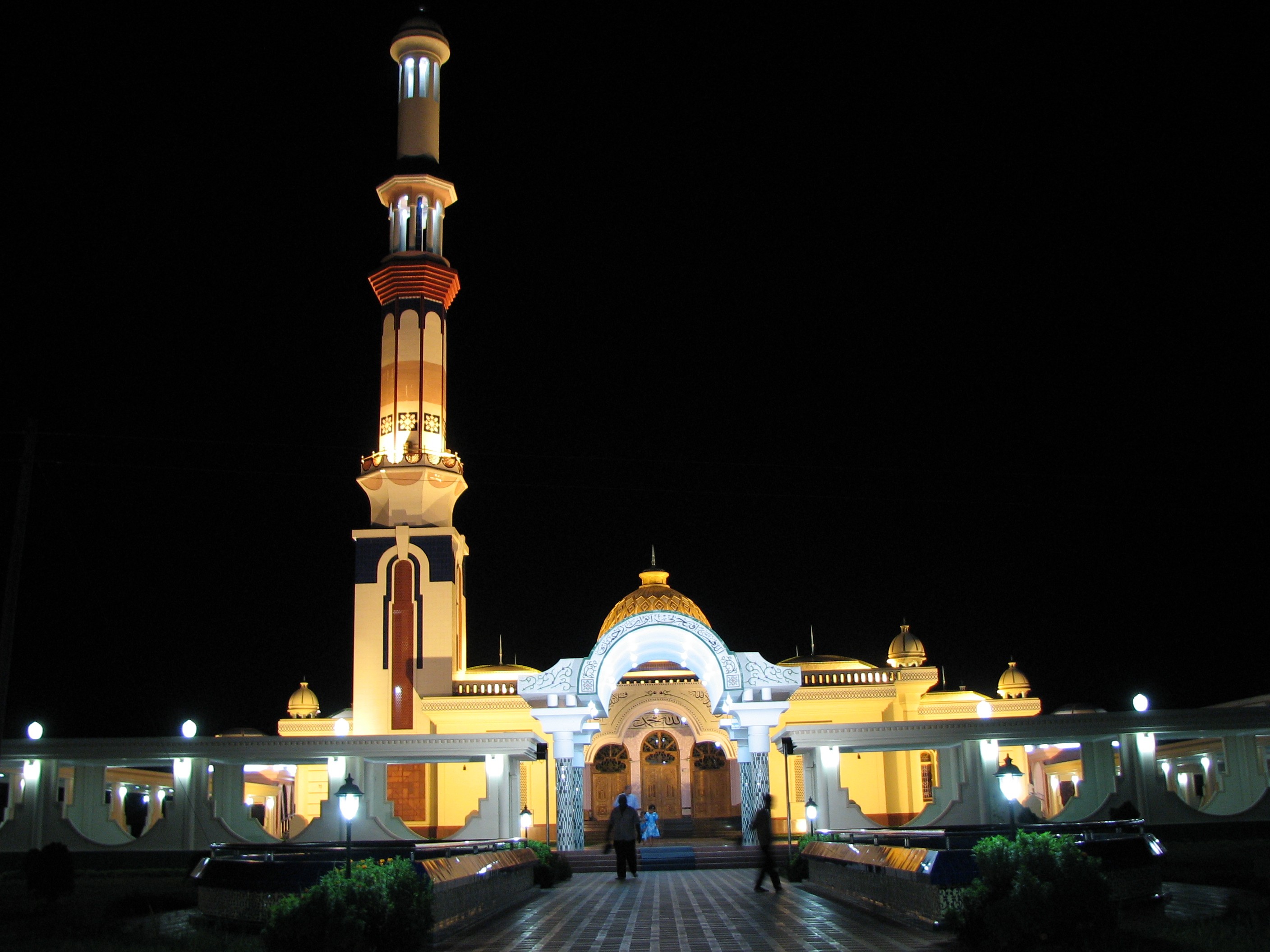
مسجد بيت أمان

قبل فتح المسلمين كان يحكم سيلهيت الزعماء المحليين. في 1303 قرر حضرة شاه جلال مع جماعته التي تبلغ 360 شخص الذهاب إلى سيلهيت من دلهي لنشر الدعوة الإسلامية وهزيمة راجا غور غوبيندا. ونتيجة لذلك تحولت سيلهيت إلى منطقة يسكنها العديد من رجال الدين المسلمين وتواجد مقدسات إسلامية. في يوم ما أعطى الشيخ كبير ابن أخيه شاه جلال حفنة من التراب وطلب منه السفر إلى الهند وتكريس حياته من أجل نشر الإسلام. سافر شاه جلال شرقا ووصل إلى الهند في سنة 1300 حيث التقى مع العديد من كبار العلماء والمتصوفة. عندما وصل إلى أجمير التقى الصوفي العظيم وعالم الدين خواجہ سیّد محمد معین الدین چشتی اجمیری الذي يرجع إليه الفضل الكثير لانتشار الإسلام في الهند. في دلهي اجتمع مع نظام الدين أولياء صوفي آخر وعالم دين.
خلال مراحل لاحقة من حياته كرس شاه جلال نفسه لنشر الإسلام بين الجماهير. تحت قيادته تحول عدة آلاف من الهندوس والبوذيين إلى الإسلام. شهرة شاه جلال جعلت الرحالة ابن بطوطة يغير خططه ويقرر الذهاب إلى سيلهيت بدلا من شيتاغونغ لزيارته. في طريقه إلى سيلهيت استقبل ابن بطوطة العديد من تابعي شاه جلال الذين جاءوا لمساعدته من قبل في رحلته. لاحظ ابن بطوطة أن شاه جلال كان طويل القامة وهزيل وبشرة فاتحة وعاش في مسجد داخل كهف حيث كان أكثر شيء له قيمة متواجد لديه هو الماعز وذلك من أجل استخراج الحليب والزبدة واللبن الزبادي. ولاحظ أيضا أن أصحاب الشيخ أجانب معروفون بالقوة والشجاعة. يذكر ابن بطوطة أيضا أن العديد من الناس يقصدون زيارة الشيخ من أجل التماس التوجيه في مشاكلهم الحياتية. شاه جلال كان له دور أساسي في انتشار الإسلام في جميع أنحاء الهند بما في ذلك ولاية أسام الشمالية الشرقية.

## دور الصوفية

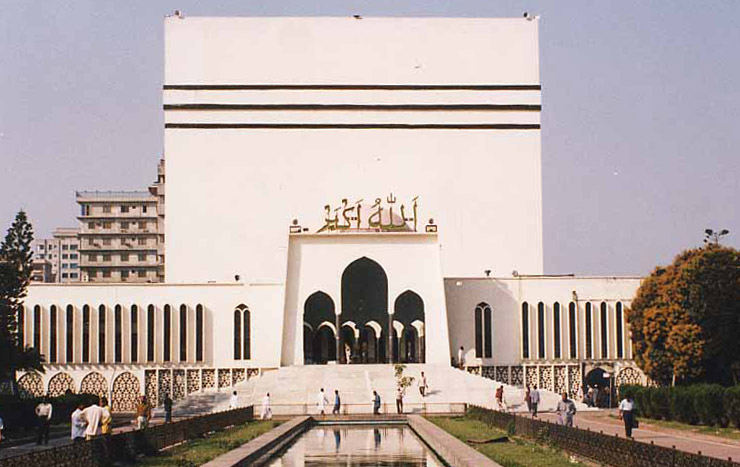
مسجد بيت المكرم

التقاليد الصوفية الإسلامية المعروفة باسم الصوفية ظهرت في وقت مبكر جدا من تاريخ الإسلام وأصبحت حركة شعبية مبنية على أساس محبة الله وليس الخوف منه. الصوفية تهدف لتحقيق الاتحاد الروحي مع الله من خلال الحب ومن المعتقد أن المؤمن العادي يستخدم المرشدين الروحيين في سعيه للحقيقة. على مر القرون ألهم العديد من العلماء الموهوبين والشعراء العديد من الأفكار الصوفية.
كانوا سادة الصوفية العامل الوحيد الأكثر أهمية في تحويل جنوب آسيا إلى الإسلام ولاسيما في بنغلاديش. معظم المسلمين البنجلاديشيين متأثرين بالصوفية. ومع ذلك هناك العديد من الحركات الذين كانوا ضد الصوفية ولا تزال نشطة في بنغلاديش اليوم وتشمل هذه الحركات الديوبندية والوهابية.
أبرز الطرق الصوفية التي كانت منتشرة في بنغلاديش في نهاية الثمانينات هي القادرية، الميزباندرية، النقشبندية، الشيشتية، المجددين، المحمدية، السوهرادية، والرفاعية. تم تشكيل جماعة باسم جماعة العلماء تهتم بقيادة المجتمع. جماعة العلماء جماعة غير رسمية وغير قانونية. تلك السلطة تعتمد على معرفتهم بالشريعة.
أعضاء العلماء تشمل الشيوخ والأئمة ورجال الدين. يمنح أول لقبين (الشيخ والإمام) لأولئك الذين تلقوا تعليما خاصا في الفقه والقانون الإسلامي. الشيوخ يقدمون الدراسات العليا في المدرسة الدينية المرتبطة بالمسجد. تنقسم المدارس الدينية إلى إيديولوجيتين هما جامعة عالية الذي تعود جذورها إلى حركة أليغاره التابعة للسيد أحمد خان والأخرى هي مدرسة قومي القريبة جدا من الطريقة الديوبندية في الهند وباكستان التي أسسها الحاج محمد عابد من دیوبند، الهند. وهذا يعني أن جماعة العلماء ليست في اتفاق كامل حول تفسيرهم للقوانين الإسلامية.
في أواخر الثمانينات ما زال العلماء في بنغلاديش يقدم وظيفته الاعتيادية في التدريس والحفاظ على طريقة الحياة الإسلامية في مواجهة التحديات الخارجية خصوصا الأفكار الاجتماعية والسياسية الحديثة القائمة على المسيحية أو الشيوعية. كان ينظر إلى أي جهد في أسلمة القوانين تهديدا للقيم الأساسية والمؤسساتية وبالتالي كان يتم معارضة العلماء في كل مرة. يفضل العديد من أعضاء جماعة العلماء إنشاء دولة دينية إسلامية في بنغلاديش وكان لهم دور كبير في النشاط السياسي من خلال عدة أحزاب سياسية.

## التقاليد والطوائف

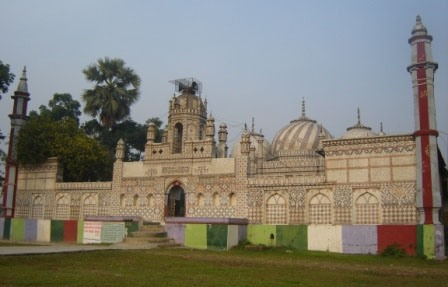
مسجد بازرا

غالبية المسلمين في بنغلاديش من السنة الذين يتبعون المذهب الحنفي. تعتبر الطرق البريلوية والديوبندية الأكبر من ناحية الأتباع. هناك أيضا عدد قليل من الناس الذين هم من أتباع الجماعة الأحمدية والمذهب الشيعي. يحتفل الشيعة في ذكرى استشهاد أبناء علي بن أبي طالب وهما الحسن والحسين ولا تزال ملحوظة على نطاق واسع من قبل السنة في البلاد على الرغم من الأعداد الصغيرة للشيعة. يصل عدد أعضاء الجماعة الأحمدية المسلمة التي تعتبر غير مسلمة من قبل باقي المسلمين إلى نحو 100,000 شخص الذين يواجهون التمييز بسبب معتقدهم وقد اضطهدوا في بعض المناطق. تتميز جماعة التبليغ بعدد كبير من الأتباع الذين يقيمون حفلا سنويا من أجل الصلاة والتأمل والذي يجتذب 5 ملايين شخص من جميع أنحاء بنغلادش وجنوب آسيا.

## التوزيع
| السنة | النسبة (%) | المسلمون    | مجموع السكان | ملاحظات                |
| ----- | ---------- | ----------- | ------------ | ---------------------- |
| 1901  | 66.1       | 19,121,160  | 28,927,626   |                        |
| 1911  | 67.2       | 21,205,203  | 31,555,363   | قبل تقسيم الهند        |
| 1921  | 68.1       | 22,646,387  | 33,254,607   | قبل تقسيم الهند        |
| 1931  | 69.5       | 24,744,911  | 35,604,189   | قبل تقسيم الهند        |
| 1941  | 70.3       | 29,525,452  | 41,999,221   | قبل تقسيم الهند        |
| 1951  | 76.9       | 32,346,033  | 42,062,462   | أثناء الحكم الباكستاني |
| 1961  | 80.4       | 40,847,150  | 50,804,914   | أثناء الحكم الباكستاني |
| 1974  | 85.4       | 61,042,675  | 71,478,543   | بعد استقلال بنغلاديش   |
| 1981  | 86.7       | 75,533,462  | 87,120,487   | بعد استقلال بنغلاديش   |
| 1991  | 88.3       | 93,881,726  | 106,315,583  | بعد استقلال بنغلاديش   |
| 2001  | 89.6       | 110,406,654 | 123,151,871  | بعد استقلال بنغلاديش   |
| 2011  | 90.4       | 135,394,217 | 149,772,364  | بعد استقلال بنغلاديش   |
| 2022  | 91.04      | 150,360,404 | 165,158,616  | بعد استقلال بنغلاديش   |

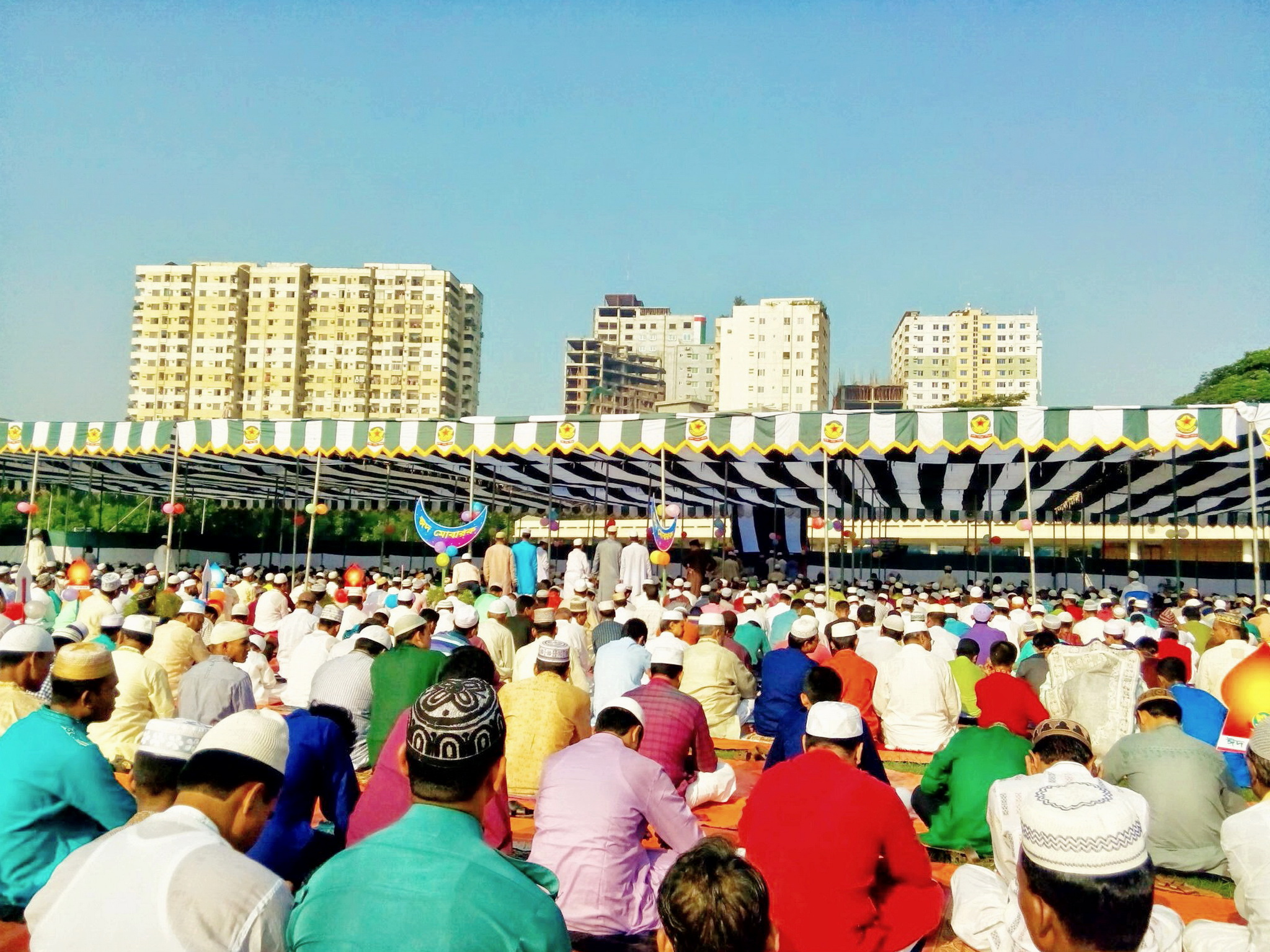
تجمع المسلمين لأداء صلاة العيد في دكا

ارتفع عدد سكان بنغلاديش من 28.92 مليون في عام 1901 إلى 150.36 مليون في عام 2022، وفقًا للإحصاءات أدى معدل الخصوبة المرتفع بين المسلمين إلى زيادة عددهم ونسبتهم، فقد ارتفع عدد السكان المسلمين من 19.12 مليون في عام 1901 إلى 150.36 مليون في عام 2022. كما ارتفعت نسبة المسلمين من 66.1٪ في عام 1901 إلى 91.04٪ في عام 2022.

النسبة المئوية للمسلمين البنغلاديشيين بواسطة Upazila (تعداد 2011)

تشير التقديرات إلى وجود أكثر من مليون لاجئ من مسلمي الروهينغا في بنغلاديش ممن هاجروا إلى خلال أزمة (2016-2017). قالت رئيسة وزراء بنجلاديش الشيخة حسينة، في الدورة الثالثة والسبعين للجمعية العامة للأمم المتحدة في 28 سبتمبر 2018، أن هناك 1.1-1.3 مليون لاجئ من الروهينغا الآن في بنغلاديش.
سيصل عدد السكان المسلمين في بنغلاديش إلى ما بين 218.5-237.5 مليون بحلول عام 2050 وفقًا لمركز بيو للأبحاث، وسيشكلون 95٪ من سكان البلاد، مما سيجعل البلاد رابع أكبر عدد من المسلمين في ذلك الوقت.
| الإقليم         | عدد المسلمين | عدد السكان | النسبة (%) |
| --------------- | ------------ | ---------- | ---------- |
| محافظة باريسال  | 7,546,483    | 8,325,666  | 90.64      |
| محافظة شيتاغونغ | 25,460,202   | 28,423,019 | 89.58      |
| محافظة دكا      | 33,804,739   | 36,433,505 | 92.78      |
| إقليم خولنا     | 13,617,984   | 15,687,759 | 86.81      |
| إقليم ميمينسينغ | 10,462,699   | 10,990,913 | 95.19      |
| إقليم راجشاهي   | 17,248,861   | 18,484,858 | 93.31      |
| إقليم رنكبور    | 13,581,967   | 15,787,758 | 86.03      |
| إقليم سلهت      | 8,482,255    | 9,910,219  | 85.59      |

وفقا لتعداد 2022 فإن أعلى نسبة من المسلمين إلى مجمل تعداد السكان توجد في إقليم ميمينسينغ (95.54%) بينما أقل نسبة هي في إقليم سلهت (86.17%).
| المديرية           | المسلمون   | عدد السكان | النسبة (%) |
| ------------------ | ---------- | ---------- | ---------- |
| Barguna            | 822,652    | 892,781    | 92.14      |
| باريسال            | 2,040,088  | 2,324,310  | 87.77      |
| Bhola              | 1,715,497  | 1,776,795  | 96.55      |
| Jhalokati          | 613,750    | 682,669    | 89.90      |
| Patuakhali         | 1,428,601  | 1,535,854  | 93.02      |
| Pirojpur           | 925,895    | 1,113,257  | 83.17      |
| Bandarban          | 197,087    | 388,335    | 50.75      |
| مديرية برهمن‌ بريه ‏ | 2,627,810  | 2,840,498  | 92.51      |
| ناحية جانديفور ‏    | 2,269,246  | 2,416,018  | 93.93      |
| شيتاغونغ           | 6,618,657  | 7,616,352  | 86.9       |
| كوميلا             | 5,123,410  | 5,387,288  | 95.10      |
| ناحية كوكس بازار ‏  | 2,151,958  | 2,289,990  | 93.97      |
| Feni               | 1,352,866  | 1,437,371  | 94.12      |
| Khagrachhari       | 274,258    | 613,917    | 44.67      |
| Lakshmipur         | 1,669,495  | 1,729,188  | 96.55      |
| Noakhali           | 2,965,950  | 3,108,083  | 95.43      |
| Rangamati          | 209,465    | 595,979    | 35.15      |
| ناحية دكا          | 11,400,096 | 12,043,977 | 94.65      |
| ناحية فريدبور      | 1,731,133  | 1,912,969  | 90.49      |
| Gazipur            | 3,200,383  | 3,403,912  | 94.02      |
| Gopalganj          | 805,115    | 1,172,415  | 68.67      |
| Kishoreganj        | 2,752,007  | 2,911,907  | 94.51      |
| ناحية مداربور      | 1,023,702  | 1,165,952  | 87.8       |
| Manikganj          | 1,262,215  | 1,392,867  | 90.62      |
| مونشيجاني          | 1,328,838  | 1,445,660  | 91.92      |
| Narayanganj        | 2,802,567  | 2,948,217  | 95.06      |
| Narsingdi          | 2,098,829  | 2,224,944  | 94.33      |
| Rajbari            | 942,957    | 1,049,778  | 89.82      |
| Shariatpur         | 1,114,301  | 1,155,824  | 96.41      |
| منطقة تانغيل ‏      | 3,342,596  | 3,605,083  | 92.72      |
| Bagerhat           | 1,198,593  | 1,476,090  | 81.2       |
| Chuadanga          | 1,100,330  | 1,129,015  | 97.46      |
| قضاء جسر ‏          | 2,446,162  | 2,764,547  | 88.48      |
| Jhenaidah          | 1,601,086  | 1,771,304  | 90.39      |
| Khulna             | 1,776,749  | 2,318,527  | 76.63      |
| Kushtia            | 1,888,744  | 1,946,838  | 97.02      |
| Magura             | 753,199    | 918,419    | 82.01      |
| مهربور ‏            | 640,751    | 655,392    | 97.77      |
| Narail             | 586,588    | 721,668    | 81.28      |
| شات خيرا           | 1,625,782  | 1,985,959  | 81.86      |
| Jamalpur           | 2,252,181  | 2,292,674  | 98.23      |
| Mymensingh         | 4,895,267  | 5,110,272  | 95.79      |
| Netrokona          | 2,001,732  | 2,229,642  | 89.78      |
| Sherpur            | 1,313,519  | 1,358,325  | 96.70      |
| Bogra              | 3,192,728  | 3,400,874  | 93.88      |
| Chapai Nawabganj   | 1,571,151  | 1,647,521  | 95.36      |
| Joypurhat          | 819,235    | 913,768    | 89.65      |
| ناوغاون            | 2,250,427  | 2,600,157  | 86.55      |
| Natore             | 1,590,919  | 1,706,673  | 93.22      |
| بابنا              | 2,445,702  | 2,523,179  | 96.93      |
| مقاطعة رايشاهي ‏    | 2,430,194  | 2,595,197  | 93.64      |
| Sirajganj          | 2,948,505  | 3,097,489  | 95.19      |
| Dinajpur           | 2,333,253  | 2,990,128  | 78.03      |
| Gaibandha          | 2,205,539  | 2,379,255  | 92.7       |
| Kurigram           | 1,932,779  | 2,069,273  | 93.4       |
| Lalmonirhat        | 1,080,512  | 1,256,099  | 86.02      |
| Nilphamari         | 1,538,916  | 1,834,231  | 83.9       |
| Panchagarh         | 820,629    | 987,644    | 83.09      |
| مقاطعة رانجبور ‏    | 2,604,263  | 2,881,086  | 90.39      |
| Thakurgaon         | 1,066,076  | 1,390,042  | 76.69      |
| Habiganj           | 1,731,168  | 2,089,001  | 82.87      |
| Maulvibazar        | 1,425,786  | 1,919,062  | 74.3       |
| Sunamganj          | 2,144,535  | 2,467,968  | 86.89      |
| مقاطعة سيلهيت ‏     | 3,180,766  | 3,434,188  | 92.62      |

| السنة | النسبة | الزيادة |
| ----- | ------ | ------- |
| 1901  | 66.1%  | -       |
| 1911  | 67.2%  | +1.1%   |
| 1921  | 68.1%  | +0.9%   |
| 1931  | 69.5%  | +1.4%   |
| 1941  | 70.3%  | +0.8%   |
| 1951  | 76.9%  | +6.6%   |
| 1961  | 80.4%  | +3.5%   |
| 1974  | 85.4%  | +5.0%   |
| 1981  | 86.7%  | +1.3%   |
| 1991  | 88.3%  | +1.6%   |
| 2001  | 89.6%  | +1.3%   |
| 2011  | 90.4%  | +0.8%   |
| 2022  | 91.1%  | +0.7%   |

## وضع الحريات الدينية

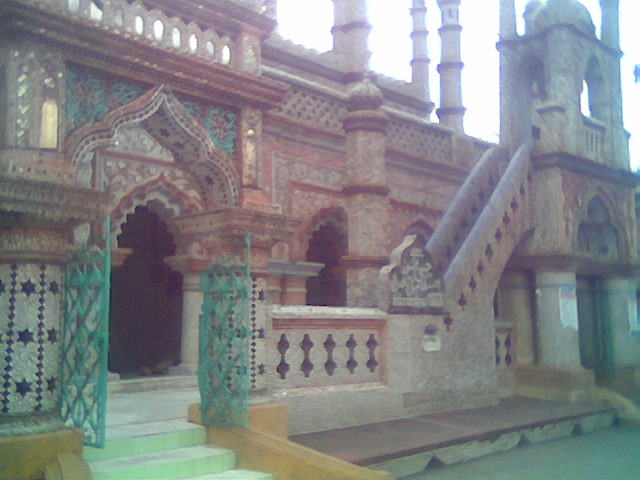
مسجد تشيني بارباتيبور

ينص الدستور على أن الإسلام هو دين الدولة ولكن ينص على حق الممارسة الدينية للشخص والذي يخضع للقانون والنظام العام والأخلاق. تحترم الحكومة عموما هذا الحكم في الممارسة العملية إلا أن بعض أعضاء الهندوسية والمسيحية والبوذية والأحمدية يمارس ضدهم التمييز. حكومة (2001-2006) بقيادة تحالف من أربعة أحزاب هي حزب بنجلادش الوطني، بنغلاديش جماعة الإسلام بنغلاديش، إسلامي ويكيا جوتي، وحزب بنجلادش جاتيو حظرت الطريقة الأحمدية بأمر السلطة التنفيذية.
قوانين الأسرة المتعلقة بالزواج والطلاق والتبني تختلف تبعا لدين الشخص المعني. وهناك أيضا قانون الإنجليزي الهندي المدني في بعض هذه المجالات بشكل متواز. لا توجد قيود قانونية على الزواج بين أفراد من الديانات المختلفة ولكن للحصول على زواج موثق بموجب القوانين الدينية الإسلامية فيتوجب على العروس والعريس أن يكونوا مسلمين بالولادة أو عن طريق التحول. يخضع تنظيم الميراث في بنغلاديش على قانون تطبيق قانون الأحوال الشخصية للمسلمين (الشريعة) (1937) وقانون قوانين الأسرة الإسلامية (1961). تنص المادة 2 من قانون تطبيق قانون الأحوال الشخصية للمسلمين على أن الأسئلة المتعلقة بالوراثة والميراث تخضع لقانون الأحوال الشخصية الإسلامي (الشريعة).
هناك ما يقرب من 100,000 من أتباع الجماعة الأحمدية يتمركزون في دكا وغيرها من المناطق. في حين أن باقي أتباع المذاهب الإسلامية يرفضون تعاليم الأحمدية إلا أن غالبية الأحمديين لهم الحق في ممارسة هذه الطريقة دون خوف أو اضطهاد. ومع ذلك توصل تعرض الأحمديين للمضايقات والعنف من أولئك الذين استنكروا تعاليمهم.

## الإسلام السياسي

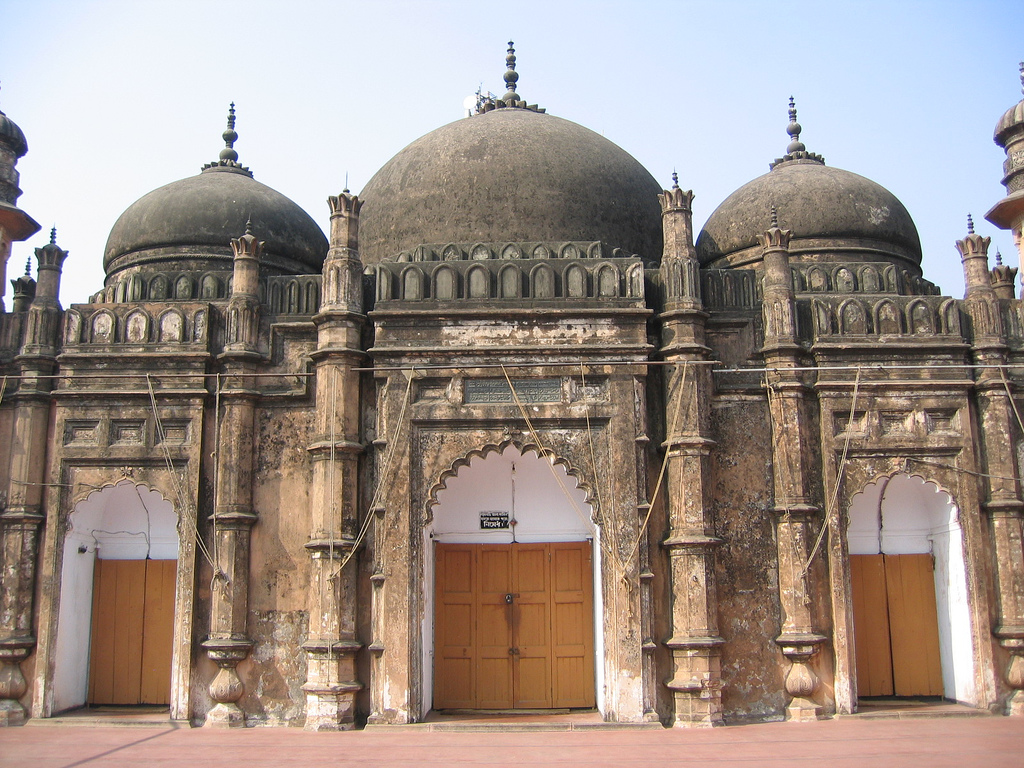
مسجد خان محمد ميردا

بعد عام 1971 قررت الحكومة زيادة دورها في تنظيم الحياة الدينية للشعب. قدمت وزارة الشؤون الدينية الدعم والمساعدة المالية إلى المؤسسات الدينية بما في ذلك المساجد وساحات الصلاة المجتمع. تنظيم الحج السنوي إلى مكة المكرمة يأتي تحت رعاية الوزارة بسبب القيود المفروضة على عدد الحجاج من قبل حكومة المملكة العربية السعودية وتقييدا للوائح الصرف الأجنبي للحكومة البنغلادشية. الوزارة تقوم أيضا بالإشراف على عمل المؤسسة الإسلامية البنغلادشية التي كانت مسؤولة عن تنظيم ودعم البحوث والمنشورات حول مواضيع الإسلامية. المؤسسة مسؤولة عن الحفاظ على بيت المكرم (المسجد الوطني) وتنظيم وتدريب الأئمة. تم تدريب قرابة 18000 من أجل إنشاء شبكة وطنية من المراكز الثقافية والمكتبات الإسلامية. تحت رعاية المؤسسة الإسلامية فقد تم تأليف موسوعة الإسلام باللغة البنغالية في أواخر الثمانينات.
اتخذت خطوة أخرى نحو مزيد من تدخل الحكومة في الحياة الدينية في عام 1984 عندما تم تأسيس اللجنة الشبه الرسمية صندوق الزكاة برئاسة رئيس بنغلاديش. اللجنة طلبت أن تكون مساهمات الزكاة السنوية على أساس طوعي. العائدات تنفق على دور الأيتام والمدارس والمؤسسات ومستشفيات الأطفال والمشاريع الخيرية الأخرى. تم تشجيع البنوك التجارية والمؤسسات المالية الأخرى على المساهمة في الصندوق. من خلال هذه التدابير سعت الحكومة إلى توثيق العلاقات مع المؤسسات الدينية داخل البلد ومع الدول الإسلامية مثل المملكة العربية السعودية وباكستان.
الإسلام هو المكون المركزي للهوية الوطنية وتلعب دورا هاما في حياة وسياسة وثقافة الشعب. الأحزاب العلمانية مثل حزب رابطة عوامي يرفعون شعارات في لافتاتهم مذكور فيها الله أكبر. في يونيو 1988 تم تغيير أحد بنود الدستور ليتناسب مع طريقة الحياة الإسلامية الذي لاقى اهتماما قليلا جدا من خارج الطبقة الفكرية. يعتقد معظم المراقبين أن إعلان الإسلام باعتباره دين الدولة قد يكون لها تأثير كبير على الحياة الوطنية. بعيدا عن إثارة الشك في الأقليات غير الإسلامية فإن هذا الأمر عجل من انتشار الأحزاب الدينية على الصعيدين الوطني وعلى المستويات المحلية مما زاد من حدة التوتر والصراع بين الساسة العلمانيين والمتدينين. أفادت التقارير أنه حدثت اضطرابات في بعض الجامعات بعد فترة وجيزة صدر التعديل الدستوري.
الجماعة الإسلامية البنغلادشية هو أكبر الأحزاب السياسية الإسلامية في بنغلاديش. هو الحزب السياسي الرئيسي في بنغلاديش وأكبر حزب إسلامي في شبه القارة الهندية. وانضم حزب الجماعة الإسلامية البنغلادشية إلى حزب بنجلادش الوطني لقيادة الحكومة والحصول على وزارتين رئيسيتين مع حكومة خالدة ضياء. لعب هذا الحزب دورا مشكوكا في حرب تحرير بنجلاديش. يزعم أن الزعيم الحالي للحزب مطيع الرحمن نظامي (فضلا عن القيادات السابقة وأعضاء الأحزاب الأخرى) شارك في جانب الجيش الباكستاني في ارتكاب الأعمال الوحشية في عام 1971.